# Christine Kirch
Christine Kirch (* April 1697 in Guben; † 6. Mai 1782 in Berlin) war Kalendermacherin und Astronomin in Berlin.

## Leben und Wirken
Sie war die Tochter von Gottfried Kirch und Maria Margaretha Kirch sowie Schwester von Christfried Kirch und Margaretha Kirch. Bereits früh wurde Christine in die damals arbeitsteilig organisierte astronomische Forschung eingeführt. Sie arbeitete als Kind zunächst vorwiegend mit ihrer Mutter zusammen. Für diese notierte sie die Ergebnisse der Beobachtungen und fungierte als Ko-Beobachterin. Im Zuge dieser familieninternen Arbeitsteilung erwarb sie, wie ihr Bruder, ein Spezialwissen, das während des gesamten 18. Jahrhunderts von Bedeutung für die Forschung blieb.
Den Bruder hat Christine Kirch bei seiner Arbeit unterstützt. Außerdem hat sie – wie ihre Mutter und weitere weibliche Mitglieder der Familie – eigenständige Observationen vorgenommen. Nach dem Tod des Bruders 1744 traten sie und ihre Schwester Maria (in den Quellen) zunächst als Bittstellerinnen bei der Akademie der Wissenschaft auf. Danach setzten die Schwestern die Tätigkeit des Bruders für die Akademie fort. Im Gegensatz zu den männlichen Mitgliedern der Familie war Christine nie offiziell Mitglied der Akademie. Aus der anfänglichen Notlösung entwickelte sich eine über Jahrzehnte dauernde enge Zusammenarbeit.
Ab 1744 erhielt Christine Kirch ein regelmäßiges Gehalt der nun unter dem Namen Academie royale firmierenden Institution. Die Schwestern erhielten dabei ein Grundgehalt von fünfundzwanzig Reichstalern im Vierteljahr. Noch einmal hundertfünfzig Reichstaler erhielt Christine Kirch über Jahrzehnte für die Erarbeitung des Kalenders für Schlesien. Ab 1759 war Christine Kirch die einzige Empfängerin der Zahlungen und galt als Vorstand des Astronomenhaushalts. Dieser bestand neben den Familienangehörigen auch aus Hilfskräften wie einem Schreiber. Ab 1769 erhielt der Haushalt noch eine nicht näher bestimmte jährliche Gratifikation von hundert Reichstalern. Insgesamt kam der Haushalt damit auf ein Einkommen von vierhundert Reichstalern, dies war eben so viel, wie manche Akademiemitglieder allein erhielten.
Zwar übernahmen männliche Astronomen am königlichen Observatorium schließlich die offizielle astronomische Beobachtung, aber auch die Schwestern setzten diesen Teil ihrer Tätigkeit für Spezialaufträge fort. Unter anderem hielten sie damals wichtige Ereignisse wie das Erscheinen von Kometen in ihren Aufzeichnungen fest. Auch wenn die Quellen nahelegen, dass die Aufzeichnungen für die Veröffentlichung bestimmt waren, ist unklar, wo und ob sie publiziert wurden.
Im Jahr 1772 wurde immer deutlicher, dass Christine Kirch der anstrengenden Arbeit nicht mehr gewachsen war. In einem sehr höflichen Schreiben dankte ihr die Akademie für ihre Tätigkeit und bat sie, den später berühmten Astronomen Johann Elert Bode als Gehilfen anzulernen. Zwei Jahre später heiratete Bode Johanna Christiane Lange (1754–1782), die Enkelin einer Schwester von Christine Kirchs. Seine zweite Ehefrau war deren ältere Schwester Sophie Dorothea Lange.